# РТС Видзев Лодз
ФК „Видзев“ (на полски: RTS Widzew Łódź) е полски футболен клуб от град Лодз.
Основан е през 1910 г. и е наречен на района, в който е базиран. Той е 4-кратен шампион на Полша. Официалните цветове на отбора са червено-бяло-червено.

## История на Видзев Лодз
През 1910 година малка група основава Асоциацията на ентусиастите на физическото развитие на Видзев (ред. квартал) и нов клуб на спортната карта на Лодз. През 1922 клубът беше преименуван на РТС Видзев Лодз и под това име съществува до ден днешен. За главния създател на клуба се смята Людвик Соболевски, който беше президента на клуба по време на негово най-голямо развитие, от 1978 до 1993.

## Видзев Лодз в европейски първенства
Общо Видзев Лодз участва в 66 мача в европейските купи, от които 23 победи, 12 равенства и 31 загуби (голове 86: 108). Най-голямото постижение е полуфиналът за Купата на европейските шампиони през 1983 г. По време на това първенство Видзев Лодз победи Ливърпул на четвъртфинала с 2-0. По време на друго първенство през 1977 г. отборът успя също да изкара равенство в мача с Манчестър Сити 2-2.

## Успехи

### В Полша
- Шампион на Полша (4):
1981, 1982, 1996, 1997
  - Вицешампион (7):
1977, 1979, 1980, 1983, 1984, 1995, 1999
- Носител на Купа на Полша (1):
1985
- Носител на Суперкупа на Полша (1):
1996
  - Финалист (1):
1997

### В Европа
- Шампионска лига 1/2 финалист:
1983
- Носител на Купа Интертото (2):
1976, 1982

## Български футболисти
- Даниел Божков: 2007/08 (2 мача - 0 гола)
- Божидар Чорбаджийски: 2022/23 (11 мача - 0 гола)